# Mirza Bašić
Mirza Bašić (Sarajevo, 12 luglio 1991) è un tennista bosniaco.

## Carriera
È membro della squadra bosniaca di Coppa Davis dal 2007 per cui è primatista sia per numero di successi che per numero di incontri disputati.
Ha rappresentato la propria nazione anche ai giochi olimpici di Rio 2016 venendo eliminato al primo turno dall'argentino Juan Mónaco.

## Statistiche

### Singolare

#### Vittorie (1)
| Legenda                   |
| Grande Slam (0)           |
| ATP World Tour Finals (0) |
| ATP Masters 1000 (0)      |
| ATP World Tour 500 (0)    |
| ATP World Tour 250 (1)    |

| Numero | Data             | Torneo            | Superficie | Avversario in finale | Punteggio           |
| 1.     | 11 febbraio 2018 | Sofia Open, Sofia | Cemento    | Marius Copil         | 7-6(6), 6(4)-7, 6-4 |

### Tornei minori

#### Singolare

##### Vittorie (9)
| Legenda tornei minori |
| Challenger (2)        |
| Futures (7)           |

| Numero | Data           | Torneo                            | Superficie  | Avversario in finale | Punteggio        |
| 1.     | 31 maggio 2010 | Bosnia & Herzegovina F7, Kiseljak | Terra rossa | Miliaan Niesten      | 6–3, 6–0         |
| 2.     | 29 agosto 2011 | Serbia F9, Novi Sad               | Terra rossa | Edoardo Eremin       | 7–6, 6–3         |
| 3.     | 8 ottobre 2012 | Turkey F39, Antalya               | Terra rossa | Norbert Gombos       | 6–4, 6–4         |
| 4.     | 25 marzo 2013  | Italy F1, Trento                  | Sintetico   | Matteo Trevisan      | 7–6, 1–6, 6–2    |
| 5.     | 15 aprile 2013 | France F8, Ajaccio                | Terra rossa | Romain Jouan         | 6–4, 6–4         |
| 6.     | dicembre 2013  | Turkey F48, Antalya               | Cemento     | Edward Corrie        | 7–5, 6–4         |
| 7.     | giugno 2014    | Bosnia & Herzegovina F4, Kiseljak | Terra rossa | Tomislav Brkić       | 7–5, 6–4         |
| 8.     | luglio 2015    | Guzzini Challenger, Recanati      | Cemento     | Ričardas Berankis    | 6–4, 3–6, 7–6(4) |
| 9.     | marzo 2017     | Jalisco Open, Guadalajara         | Cemento     | Denis Shapovalov     | 6–4, 6–4         |

##### Sconfitte (1)
| Legenda tornei minori |
| Challenger (1)        |
| Futures (0)           |

| Numero | Data             | Torneo                  | Superficie | Avversario in finale | Punteggio |
| 1.     | 22 febbraio 2015 | Wrocław Open, Breslavia | Cemento    | Farrukh Dustov       | 3-6, 4-6  |